# SXSW Gaming Awards
Die SXSW Gaming Awards ist ein seit 2014 vergebener Spielepreis, der im Rahmen des South by Southwest in Austin, Texas verliehen wird.

## Geschichte
Seit dem Jahr 2006 sind Videospiele Teil des SXSW innerhalb der SXSW-Interactive-Sparte. Um den Videospielbereich bei der Veranstaltung abdecken zu können, wurde in diesem Jahr Screenburn gegründet, welches im Jahr 2013 seinen heutigen Namen – SXSW Gaming – erhielt.
Matthew Crump, ein bekannter Spieleentwickler, wurde im Jahr 2012 Teil des SXSW-Teams und arbeitete an der Organisation einer Preisverleihung für das SXSW Festival 2014. Die SXSW Gaming Awards wurden im September des Jahres 2013 angekündigt und in fünfzehn Kategorien verliehen. Crump, Initiator der Preisverleihung, verstarb unerwartet kurz vor der ersten Preisverleihung, sodass die Eventorganisatoren die Kategorie Cultural Innovation in Gaming in Matthew Crump Cultural Innovation Award umbenannten. In den Jahren darauf kamen weitere Kategorien bei der Preisverleihung hinzu.

## Format
Spieleentwickler und Spieleverleger müssen ihre potentiellen Kandidaten an die Festivalorganisatoren innerhalb eines festgelegten Zeitfensters übermittelt haben. Die Spiele, die für eine Nominierung vorgeschlagen werden, müssen innerhalb des vorangegangenen Kalenderjahres veröffentlicht werden – im Falle der Erstverleihung der Awards im Jahr 2014 mussten die Spiele im Vorjahr auf den Markt gebracht worden sein. Die Festivalorganisatoren und ein Komitee bestehend aus Experten der Spieleindustrie wählen aus allen Einsendungen jeweils die fünf besten Spiele für jede Kategorie aus. Im Anschluss wird der Gewinner jeder Kategorie in einer öffentlichen Wahl ermittelt.
Die Ausnahme hierbei bilden die Gamer’s Voice Awards: In dieser Kategorie dürfen lediglich Indie-Spiele, die im vorangegangenen oder dem gleichen Jahr veröffentlicht wurden. Im Gegensatz zu den übrigen Kategorien können bei den Gamer’s Awards Spiele von Personen außerhalb des Komitees vorgeschlagen werden. Das Komitee wiederum wählt aus den vorgeschlagenen Einsendungen nach einem einmaligen Durchspielen die besten Spiele aus, die in dieser Kategorie nominiert werden. Die nominierten Spiele werden auf dem Festival zum Spielen bereitgestellt, sodass die Festivalbesucher den Gewinner auswählen können.
Die Preisverleihung findet gegen Veranstaltungsende des SXSW-Festivals statt.

## Austragungen
| Jahr | Name                    | Datum         | Ort                                                                            | Moderator(en)                    |
| ---- | ----------------------- | ------------- | ------------------------------------------------------------------------------ | -------------------------------- |
| 2014 | SXSW Gaming Awards 2014 | 07. März 2014 | Long Center for the Performing Arts Austin, Texas, Vereinigte Staaten          | Smosh und iJustine               |
| 2015 | SXSW Gaming Awards 2015 | 14. März 2015 | Austin City Limits Live at The Moody Theater Austin, Texas, Vereinigte Staaten | Janet Varney und Mark Fischbach  |
| 2016 | SXSW Gaming Awards 2016 | 19. März 2016 | Hilton Austin Downtown Austin, Texas, Vereinigte Staaten                       | Jacksepticeye und Rachel Quirico |
| 2017 | SXSW Gaming Awards 2017 | 18. März 2017 | Hilton Austin Downtown Austin, Texas, Vereinigte Staaten                       | OMGitsfirefoxx und Xavier Woods  |
| 2018 | SXSW Gaming Awards 2018 | 17. März 2018 | Hilton Austin Downtown Austin, Texas, Vereinigte Staaten                       | Alanah Pearce und Rich Campbell  |

## Gewinner
| Videospiel des Jahres: - 2014: The Last of Us - 2015: Dragon Age: Inquisition - 2016: The Witcher 3: Wild Hunt - 2017: Uncharted 4: A Thief’s End - 2018: The Legend of Zelda: Breath of the Wild | Smartphonespiel des Jahres: - 2014: nicht vergeben - 2015: Hearthstone: Heroes of Warcraft - 2016: Her Story - 2017: Pokémon Go - 2018: Fire Emblem Heroes | Tabletspiel des Jahres: - 2014: nicht vergeben - 2015: Star Realms - 2016: Pandemic Legacy - 2017: Arkham Horror: The Card Game - 2018: Gloomhaven |

| VR-Spiel des Jahres: - 2014–2017: nicht vergeben - 2018: Resident Evil 7: Biohazard | Excellence in Gameplay: - 2014: Brothers: A Tale of Two Sons - 2015: Middle-Earth: Shadow of Mordor - 2016: Metal Gear Solid V: The Phantom Pain - 2017: Doom - 2018: The Legend of Zelda: Breath of the Wild | Excellence in Arts: - 2014: BioShock Infinite - 2015: Child of Light - 2016: Bloodborne - 2017: Firewatch - 2018: Cuphead |

| Excellence in Animation: - 2014: Ni no Kuni: Der Fluch der Weißen Königin - 2015: Mittelerde: Mordors Schatten - 2016: Rise of the Tomb Raider - 2017: Uncharted 4: A Thief’s End - 2018: Cuphead | Excellence in Visual Achievement: - 2014: nicht vergeben - 2015: Far Cry 4 - 2016: The Order: 1886 - 2017: Uncharted 4: A Thief’s End - 2018: Horizon Zero Dawn | Excellence in Technical Achievement: - 2014: Grand Theft Auto V - 2015: Destiny - 2016: The Witcher 3: Wild Hunt - 2017: Battlefield 1 - 2018: Nier: Automata |

| Excellence in Narrative: - 2014: The Last of Us - 2015: The Wolf Among Us - 2016: The Witcher 3: Wild Hunt - 2017: Uncharted 4: A Thief’s End - 2018: What Remains of Edith Finch | Excellence in Design and Direction: - 2014: Tearaway - 2015: Mittelerde: Mordors Schatten - 2016: Bloodborne - 2017: Dishonored 2: Das Vermächtnis der Maske - 2018: The Legend of Zelda: Breath of the Wild | Excellence in Game Marketing: - 2014: Assassin’s Creed IV: Black Flag - 2015–2018: nicht vergeben |

| Excellence in SFX: - 2014: The Last of Us - 2015: Alien: Isolation - 2016: Star Wars: Battlefront - 2017: Battlefield 1 - 2018: Super Mario Odyssey | Excellence in Musical Score: - 2014: The Last of Us - 2015: Transistor - 2016: Ori and the Blind Forest - 2017: Doom - 2018: Nier: Automata | Excellence in Multiplayer: bis 2016: Bestes Multiplayerspiel - 2014: Super Mario 3D World - 2015: Super Smash Bros. for Wii U - 2016: Rocket League - 2017: Overwatch - 2018: PlayerUnknown’s Battlegrounds (PUBG) |

| Excellence in Convergence: bis 2016: Convergence Award - 2014: Injustice: Gods Among Us - 2015: South Park: Der Stab der Wahrheit - 2016: Batman: Arkham Knight - 2017: Batman: The Telltale Series - 2018: Star Wars Battlefront II | Texas Arts Achievement: - 2014: Galactic Cafe - 2015–2018: nicht vergeben | Matthew Crump Cultural Innovation Award: - 2014: Papers, Please - 2015: This War of Mine - 2016: Undertale - 2017: That Dragon, Cancer - 2018: Doki Doki Literature Club! |

| Most Valuable Character: - 2014: nicht vergeben - 2015: Ellie, The Last of Us - 2016: Lara Croft, Rise of the Tomb Raider - 2017: Nathan Drake, Uncharted 4: A Thief’s End - 2018: nicht vergeben | ESports-Spiel des Jahres: - 2014–2016: nicht vergeben - 2017: Overwatch - 2018: PlayerUnknown’s Battlegrounds (PUBG) | Most Valuable ESports-Team: - 2014: nicht vergeben - 2015: Cloud9 - 2016: Evil Geniuses - 2017–2018: nicht vergeben |

| Most Valuable Online Channel: - 2014: nicht vergeben - 2015: Rooster Teeth - 2016–2018: nicht vergeben | Most Entertaining Online Personality: - 2014–2015: nicht vergeben - 2016: Greg Miller, Kinda Funny - 2017–2018: nicht vergeben | Most Valuable Add-On Content: - 2014: nicht vergeben - 2015: Left Behind, The Last of Us - 2016–2018: nicht vergeben |

| Most Anticipated Crowdfunded Game: - 2014: nicht vergeben - 2015: Star Citizen - 2016–2018: nicht vergeben | Most Fulfilling Crowdfunded Game: - 2014–2015: nicht vergeben - 2016: Undertale - 2017: Starbound - 2018: Night in the Woods | Most Promising New Intellectual Property: - 2014–2015: nicht vergeben - 2016: Splatoon - 2017: Overwatch - 2018: Horizon Zero Dawn |

| Trending Game of the Year: - 2014–2016: nicht vergeben - 2017: Overwatch - 2018: PlayerUnknown’s Battlegrounds (PUBG) | Fan Creation of the Year: - 2014–2016: nicht vergeben - 2017: Brutal Doom 64, Sergeant_Mark_IV - 2018: nicht vergeben | Gamer’s Voice Award: allgemein: - 2014: Niddhogg, Messhof - 2015: SpeedRunners, DoubleDutch Games Multiplayer: - 2016: Gang Beasts, Boneloaf - 2017: Arena Gods, Supertype Games - 2018: nicht vergeben Singleplayer: - 2016: Superhot, Superhot Team - 2017: Owlboy, D-Pad Studio - 2018: nicht vergeben |